# Вільям Хаубер
Вільям Хаубер (англ. William Hauber; 20 травня 1891 — 17 липня 1929) — американський кіноактор, знявся в 66 фільмах між 1913 і 1928 роками.
Народився в Браунсвіллі, штат Міннесота, і загинув у Каліфорнії в авіакатастрофі під час повітряних розвідок місць для зйомок фільму під час виробництва фільму «Авіатор» у 1929 році.

## Вибрана фільмографія
- 1913 — Підглядаючий Піт / Peeping Pete
- 1913 — Фліртуючий Фатті / Fatty's Flirtation
- 1914 — Груба помилка Мейбл
- 1914 — Мейбл за кермом
- 1914 — Перерваний роман Тіллі
- 1914 — Помилковий флірт
- 1915 — Мейбл, Фатті і закон